# Купецкое (озеро, Вологодская область)
Купецкое — пресноводное озеро на территории Андомского сельского поселения Вытегорского района Вологодской области.

## Общие сведения
Площадь озера — 1 км², площадь водосборного бассейна — 68,4 км². Располагается на высоте 196,8 метров над уровнем моря.
Форма озера лопастная, продолговатая: оно более чем на полтора километра вытянуто с юго-запада на северо-восток. Берега изрезанные, каменисто-песчаные, преимущественно возвышенные.
С западной стороны озера вытекает безымянная протока, впадающая с левого берега в реку Андому, впадающую, в свою очередь, в Онежское озеро.
С севера в Купецкое впадает протока без названия, вытекающая из озера Круглого.
С южной стороны озера впадает Веняручей.
В озере расположено не менее четырёх небольших безымянных островов.
К северу от озера проходит автодорога местного значения.
Населённые пункты вблизи водоёма отсутствуют.
Код объекта в государственном водном реестре — 01040100611102000019722.